# Volby do zastupitelstev obcí v Česku
Volby do zastupitelstev obcí se v Česku konají pravidelně vždy jednou za čtyři roky. Komunální volby se konají ve všech obcích, přičemž v územně členěných statutárních městech také v jejich městských částech nebo obvodech a v hlavním městě Praze také v jejích městských částech. Pokud počet členů obecního zastupitelstva klesne pod předepsaný počet, konají se v obci či městské části/městském obvodu nové volby, přičemž mandát nově zvolených zastupitelů trvá pouze do nejbližších řádných voleb.
Od počátku roku 2026 je ústavou stanoven pevný termín konání řádných komunálních voleb, jímž je první celý týden v říjnu.

## Volební právo
Aktivní volební právo je stejně jako u jiných typů voleb v Česku podmíněno zletilostí a svéprávností a doplněno o podmínku trvalého pobytu v obci. Se vstupem České republiky do Evropské unie mohou být voleni i občané členských států EU a od roku 2018 mohou v komunálních volbách občané členských zemí EU s přechodným bydlištěm v České republice také volit.
Voleb se mohou zúčastnit registrované politické strany a jejich koalice. Popřípadě i nezávislí kandidáti a jejich sdružení, v těchto případech musejí subjekty doložit petici s daným počtem podpisů obyvatelů obce, který přesně stanovuje zákon č. 491/2001 Sb., na rozdíl od politických stran a hnutí se ale nemusejí registrovat na ministerstvu vnitra.
Volební den, stejně jako u jiných druhů voleb, vyhlašuje prezident republiky, a to nejméně 90 dní před jejich konáním. Starosta obce má před volbami (nejméně deset dní před jejich konáním) možnost (nikoliv povinnost) vyhradit plochu pro vylepení volebních plakátů. Tři dny před začátkem voleb je zakázáno zveřejňování předvolebních průzkumů a v den voleb je zakázána volební agitace uvnitř a v bezprostřední blízkosti volebních místností.

## Velikost zastupitelstva
Počet volených zastupitelů je závislý na počtu obyvatel obce nebo městské části či městského obvodu:
- do 500 obyvatel – 5 až 15 členů,
- 501 až 3 000 obyvatel – 7 až 15 členů,
- 3 001 až 10 000 obyvatel – 11 až 25 členů,
- 10 001 až 50 000 obyvatel – 15 až 35 členů,
- 50 001 až 150 000 obyvateli – 25 až 45 členů,
- nad 150 000 obyvatel – 35 až 55 členů,
- Praha – 55 až 70 členů.

Velikost zastupitelstva je podstatná především z toho důvodu, že vytváří nerovné podmínky pro zisk jednoho mandátu. Zatímco v malých obcích může v krajním případě vycházet i pouze jeden obyvatel na jeden mandát, v Praze připadá na jedno křeslo v zastupitelstvu 17 800 až 22 500 občanů.
Volební strana může na kandidátní listině uvést nejvýše tolik kandidátů, kolik činí počet členů volených do příslušného zastupitelstva obce. Jsou-li pro volby do zastupitelstva obce vytvořeny volební obvody, může volební strana na kandidátní listině pro každý volební obvod uvést nejvýše tolik kandidátů, kolik členů tohoto zastupitelstva má být v tomto volebním obvodu voleno. V obcích, kde se má volit 7 a méně členů zastupitelstva obce, volební strana může na kandidátní listině uvést nejvýše tolik kandidátů, kolik činí počet členů volených do příslušného zastupitelstva obce zvýšený o jednu třetinu a zaokrouhlený na celé číslo dolů, tj. kde se volí 5 členů zastupitelstva, může každá strana uvést až 6 kandidátů, kde se volí 6 členů, může uvést až 8 kandidátů, kde se volí 7 členů, může uvést až 9 kandidátů a kde se volí 8 členů, může uvést pouze 8 kandidátů.

## Způsoby volby
Současná právní úprava voleb je z roku 2001, kdy podle novely volebního zákona došlo k zavedení uzavírací klauzule ve výši 5 % a došlo ke změně volební formule z metody Sainte-Laguë na upravenou D'Hondtovu metodu. Volební systém je ovšem stále poměrný, ačkoliv se na první pohled tváří většinově. V každé obci dostává volič jediný volební lístek. Každý volič má tolik hlasů, kolik je členů zastupitelstva. Na rozdíl např. od parlamentních voleb nelze volit na takzvaný voličský průkaz, tedy mimo místo svého trvalého pobytu. Vlastní volbu lze pak provést třemi různými způsoby:

### Volba všech kandidátů strany
Na volebním lístku se označí jedna celá volební strana. V takovém případě dostává všechny hlasy označená strana. Tímto způsobem volič nemůže ovlivnit pořadí volených kandidátů, ale předáním všech svých hlasů této straně nejvíce přispívá k možnosti získání dalšího mandátu.

### Volba jednotlivých kandidátů
Volič může vybírat kandidáty napříč stranami, přičemž každému dává jeden hlas (tzv. panašování). Zde je ovšem volba osobnosti pouze zdánlivá, hlasy nejdou přednostně zvolenému kandidátovi, ale straně (podrobněji v části o problémech komunálního systému). Jinými slovy, panašováním nelze podpořit jednotlivého kandidáta bez toho, abychom podpořili i jeho stranu, za niž kandiduje. Naopak pokud strana, za niž vybraný kandidát kandiduje, ve výsledném přepočtu nezíská žádný mandát, nedostane se vůbec do zastupitelstva, i kdyby dostal poměrně výrazný počet jednotlivých hlasů.

### Spojení obou způsobů
Volič nakonec může oba způsoby spojit. Označí tak jednu stranu a dále vybere u ostatních stran jednotlivé kandidáty. V tomto případě se odečítá počet hlasů daný jiným kandidátům než zvolené straně odspodu. Vybere-li tak volič například stranu A a pět kandidátů strany B, pět posledních kandidátů strany A o své hlasy přijde.

## Způsob rozdělení mandátů
Hlasy, které obdrží každá strana jako celek, se sčítají s těmi, které byly dány jednotlivým kandidátům v rámci každé strany. Poté se vyřadí politické strany a uskupení, které mají méně než 5 % podílu přidělených hlasů. Stejná hranice platí i pro koalice. Stranám a uskupením, které nominovaly méně kandidátů, než je počet volených členů zastupitelstva, se uzavírací klauzule úměrně snižuje.
Na základě součtů všech hlasů, ať již volič hlasoval kteroukoliv z nabízených možností, se hlasy přepočtou na mandáty s použitím D'Hondtova dělitele. Tato část systému je tedy stejná jako kterýkoliv jiný poměrný listinný systém používaný ve všech typech českých voleb vyjma senátních a prezidentských.
Poté přichází na řadu preferenční hlasy. Celkový počet hlasů odevzdaných pro každou volební stranu se vydělí počtem kandidátů této volební strany. Má-li některý z kandidátů nejméně o 10 % více hlasů, než je takto stanovený průměr, postupuje v kandidátní listině na první místo. Pořadí těchto postoupených kandidátů se uspořádá podle jejich získaného počtu hlasů.
Nakonec se rozdělí mandáty, které každá strana získala. Z prvních míst kandidátní listiny, kde se nachází i ti, kteří se na první místo dostali díky svým preferenčním hlasům, se vybere tolik kandidátů, kolik strana získala mandátů.

## Jednotlivé volby
| Pořadí | Datum                    | Článek                                               | Poznámka |
| ------ | ------------------------ | ---------------------------------------------------- | -------- |
| —      | (23.–24. listopadu 1990) | (Volby do zastupitelstev obcí v Československu 1990) |          |
| 1.     | 18.–19. listopadu 1994   | Volby do zastupitelstev obcí v Česku 1994            |          |
| 2.     | 13.–14. listopadu 1998   | Volby do zastupitelstev obcí v Česku 1998            |          |
| 3.     | 1.–2. listopadu 2002     | Volby do zastupitelstev obcí v Česku 2002            |          |
| 4.     | 20.–21. října 2006       | Volby do zastupitelstev obcí v Česku 2006            |          |
| 5.     | 15.–16. října 2010       | Volby do zastupitelstev obcí v Česku 2010            |          |
| 6.     | 10.–11. října 2014       | Volby do zastupitelstev obcí v Česku 2014            |          |
| 7.     | 5.–6. října 2018         | Volby do zastupitelstev obcí v Česku 2018            |          |
| 8.     | 23.–24. září 2022        | Volby do zastupitelstev obcí v Česku 2022            |          |
| 9.     | plánované 2026           | Volby do zastupitelstev obcí v Česku 2026            |          |

## Volební účast
Podle oficiálních výsledků voleb.
|  | nejvyšší volební účast |  | nejnižší volební účast |

| Rok  | Účast   |
| ---- | ------- |
| 1990 | 73,24 % |
| 1994 | 62,26 % |
| 1998 | 46,72 % |
| 2002 | 45,51 % |
| 2006 | 46,38 % |
| 2010 | 48,50 % |
| 2014 | 44,46 % |
| 2018 | 47,34 % |
| 2022 | 46,07 % |

## Problémy komunálního volebního systému
Komunální volební systém je nejsložitější volební mechanismus používaný v Česku. Jeho problém je ovšem zejména v tom, že samotné pochopení způsobů volby voliči nestačí k tomu, aby si uvědomil, jak budou jeho hlasy zpracovány. Volič zdánlivě vybírá jednotlivé osobnosti bez ohledu na stranickou příslušnost, nicméně jedná se spíše o hlasy pro danou stranu a hlasy pro jednotlivé kandidáty se tak dají přirovnat k preferenčnímu hlasování. Je-li označeno více kandidátů, než kolik je míst v zastupitelstvu, je hlasování tohoto voliče neplatné.
Když si volič přeje, aby určité volební straně pomohl k zisku mandátu, musí se smířit s pořadím členů na její kandidátce. Zvolením celé strany jí totiž předá všechny své hlasy. Pokud však chce podpořit pouze určitého kandidáta, jeho výběrem dané straně předává pouze jediný hlas a výběrem dalších kandidátů z jiných stran této původní straně ztěžuje zisk mandátů. Může se tak stát, že strana, za kterou vybraný kandidát kandiduje, nezíská žádný mandát, přestože kandidát získal velký počet jednotlivých hlasů, nebo v rámci této strany může být podobných kandidátů více, ale kvůli nízkému počtu mandátů se do zastupitelstva dostanou pouze někteří. Jejich strana pak má v zastupitelstvu málo členů a tedy i malou vyjednávací schopnost.
Aby se některý z kandidátů posunul na první místo listiny, musí získat alespoň o deset procent procent více hlasů, než je průměrný počet hlasů na jednoho kandidáta v rámci jeho strany. Aby tedy preferovaný kandidát získal mandát, musí být výrazně lepší, a to v porovnání se všemi ostatními kandidujícími. To je problém především ve větších městech, kdy je na možnost posunout se na první místo kandidátky nutné získat velmi vysoký počet hlasů. Navíc jeden či více takto preferovaných kandidátů nemusí vůbec získat mandát, pokud jejich strana získala mandátů málo nebo žádný.

## Zájem o komunální politiku

### Pasivní volební účast
ČR se potýká v mnoha regionech s problémem nevalného zájmu podílet se na správě obcí. V ČR je relativně vysoký počet obcí v porovnání s jinými evropskými zeměmi. V roce 2018 v ČR existovalo 6 377 zastupitelstev, což je na zemi o přibližně 10,5 milionech obyvatelích poměrně hodně. Obzvlášť v menších obcích tento fakt implikuje problematičnost dosažení kvalitního politického boje a následně kvalitní politické reprezentace v komunální politice.
V roce 2018 kandidovalo do voleb 216 472 lidí, ve většině případů šlo o nestranické kandidáty nebo členy místních sdružení. Zvolenými zastupiteli se stalo 61 892 lidí. Počet kandidátů ve volbách do obecních zastupitelstev tak byl nejnižší od roku 2006. Největší výběr kandidátů měli voliči přirozeně ve velkých městech, výjimku mezi menšími obcemi tvoří např. obec Kateřinice na Vsetínsku, kde bylo zaregistrováno 29 kandidátních listin. Naopak pouze jedna volební strana kandidovala v 1612 obcích.
Existuje několik obcí, kde se komunální volby v roce 2018 vůbec nekonaly (Hodějice, Dlouhá Lhota a Lipovec na Blanensku). Nepodařilo se tam totiž sestavit ani jednu kandidátní listinu. „Obce tam tedy řídí správce určený ministerstvem vnitra, který bude v obcích působit do dodatečných voleb. V uplynulých dvanácti letech mělo správce určené kvůli neuskutečněným volbám 51 českých obcí. Nejvíc jich bylo v roce 2006, kdy se jich do této situace dostalo 19. Po posledních komunálních volbách před čtyřmi lety muselo ministerstvo přidělit 13 správců, například do obcí Slavníč a Růžená na Vysočině.“
Věkový průměr kandidátů se oproti předchozím komunálním volbám zvýšil o dva roky na 47 let. Mladí pod 30 let představují v komunální politice značně podreprezentovanou skupinu obyvatel, ačkoliv tato skupina může být obohacením politické diskuze. Způsobeno je to jednak nezájmem mladých kandidovat a nedostatečnými informacemi, které k rozhodnutí mají, v druhé řadě je taky problematické se prosadit v zaběhlých stranických strukturách (především ve větších městech). 
K řešení tohoto problému se snaží přispět od roku 2018 iniciativa Kandiduju.cz, která se zaměřuje na zvýšení informovanosti mladých o komunální politice a motivace se jí účastnit a poskytuje odborný mentoring mladým začínajícím zastupitelům. S mladými lidmi v regionech a potenciálními kandidáty do zastupitelstev obcí pracuje celoročně řada organizací, např. Nadace VIA, Sdružení místních samospráv nebo Národní síť Zdravých měst. Před volbami 2018 byl také spuštěn projekt Volební lavička přehledně monitorující názory komunálních politiků s cílem poskytnout voličům jasný přehled o kandidátech a s cílem sběru dat o komunálních volbách.
Faktorům, které ovlivňují zájem lidí podílet se na komunální politice a kandidovat ve volbách do obecních zastupitelstev, se také věnuje výzkum. Např. IDEA - Institut pro demokracii a ekonomickou analýzu při CERGE-EI publikovala výzkum „Dopady vyšších platů politiků na volby do zastupitelstev obcí“. Tento výzkum odhalil, že zvýšení platů zastupitelů má pozitivní vliv na účast na aktivní politice především u lidí s vysokoškolským vzděláním. Kromě toho studie odhadla, že 10% zvýšení platů vede ke zvýšení manažerských, odborných a administrativních profesí mezi zastupiteli téměř o 7 %. Tento odhad jde ruku v ruce s teorií „opportunity cost“.

### Aktivní volební účast
Naopak aktivní volební účast vykazuje v komunálních volbách poměrně pozitivní čísla v porovnání s volbami do Senátu ČR, jejichž účast se pohybuje mezi 10 a 20 %, nebo volbami do Evropského parlamentu, kde volební účast v roce 2014 dosáhla pouhých 18,2 %. Nevalně na tom jsou i volby do Zastupitelstev krajů, kde průměrná volební účast v roce 2016 dosáhla 34,57 %. 
Naopak největšího zájmu voličů se těší volba prezidentská (v roce 2018 činila účast 66,6 % v druhém kole a 61,9 % v prvním kole) a volby do Poslanecké sněmovny (60,84 %). Komunální volby zaznamenaly průměrnou volební účast 47,34 % v roce 2018 a 44,46 % v roce 2014. Důvodem relativně vysoké volební účasti je především fakt, že v komunálních volbách (obzvlášť na vesnicích a menších městech) lidé volí konkrétní kandidáty, které voliči často osobně znají. Nejedná se tak o „odosobněnou“ politikou, jak to může být vnímáno jiných případech.

## Ustavující schůze zastupitelstva
Den po vyhlášení výsledků voleb Státní volební komisí začíná běžet desetidenní lhůta, ve které je možné podat stížnost na průběh voleb ke krajskému soudu. Nejpozději do 15 dnů po uplynutí této lhůty musí dosavadní starosta svolat ustavující schůzi zastupitelstva. Oznámení o datu konání zastupitelstva musí být vyvěšeno nejméně 7 dní předem, v praxi se tak ustavující zastupitelstvo bude konat nejdříve 18. a nejpozději 25. den po volbách. Na tomto prvním zastupitelstvu pak proběhne volba rady obce (má-li ji obec) a starosty.